# Via Hadriana

La provincia romana d'Egitto al tempo dell'imperatore Adriano, con l'importante via romana, Hadriana.

La via Hadriana fu una strada di epoca romana costruita sotto l'imperatore Adriano durante il suo viaggio in Egitto (attorno al 130), dopo la morte del suo amante Antinoo.

## Storia
Questa strada serviva, insieme ad altre vie militari del limes Aegypti, le importanti cave di granito bianco Mons Claudianus (da dove uscivano colonne alte fino a 20 metri impiegate a Roma anche nel foro di Traiano e nel Pantheon) e di porfido, in particolare quello rosso del Mons Porphyrities (Wadi Umm Sidri), da dove furono prodotte colonne alte fino a 6-8 metri (ad es. quelle utilizzate nella basilica di San Crisogono o nel battistero di San Giovanni in Fonte).
Questa via iniziava sul Nilo presso Antinopoli (l'odierna "Sheikh Ibada") e poi proseguendo verso nord-est, piegava a sud lungo la costa del Mar Rosso presso Abu Sha'ar, dopo aver attraversato lo Wadi Tarfah, lo Wadi Ragalah, lo Wadi Hawashiya e lo Gebel Abu Had, per infine condurre al porto di Berenice dopo circa 800 km di percorso. La via continuò ad essere utilizzata anche durante il Tardo impero romano (V e VI secolo).